# واين هاريسون (لاعب كرة قدم)
واين هاريسون (بالإنجليزية: Wayne Harrison)‏ (16 أكتوبر 1957 في المملكة المتحدة - ) هو مدرب كرة قدم ولاعب كرة قدم بريطاني في مركز الوسط. لعب مع شيفيلد وينزداي ونادي إيفرتون ونادي بلاكبول ونادي كارلايل يونايتد ونادي بارو وOulun Palloseura ‏ ونادي ووركينغتون.